# Wrong Turn 6
Wrong Turn 6: Last Resort (Brasil: Pânico na Floresta 6 ) é um filme americano do gênero  terror dirigido por Valeri Milev. O filme foi lançado em DVD em 21 de outubro de 2014. Estrelado por Anthony llot, Aqueela Zoll, Sadie Katz, Chris Jarivs, Roxanne Pallet, Joe Gaminara, Rollo Skinner, Billy Ashworth e Harry Belcher.
O filme já foi lançado em DVD no Brasil e está sendo exibido na TV paga sob o título de Pânico na Floresta 6.

## Enredo
Uma misteriosa herança leva Danny e seus amigos para um resort abandonado em Hobb Springs, que está sobre os cuidados de Jackson e Sally, um estranho casal que introduz Danny à família que nunca conheceu. Mas aos poucos, ele percebe que há esquisitas tradições, como canibalismo, uma das práticas que mantém a família unida. Agora, Danny terá de escolher entre seus amigos e sua linhagem de sangue.

## Produção
O Diretor Declan O'Brien foi substituído pelo diretor Valeri Milev e assim como os filmes anteriores, esse foi lançado diretamente em DVD nos Estados Unidos.

## Elenco
- Anthony Ilott como Danny, namorado de Toni e melhor amigo de Vic
- Aqueela Zoll como Toni, namorada de Danny e irmã de Rod
- Sadie Katz como Sally, interesse amoroso principal de Danny e irmã
- Rollo Skinner como Vic, o melhor amigo de Danny
- Billy Ashworth como Rod, irmão de Toni
- Harry Belcher como Charlie, o melhor amigo de Rod
- Joe Gaminara como Bryan, namorado de Jillian
- Roxanne Pallett como Jillian, a namorada de Bryan
- Radoslav Parvanov como três dedos, o principal líder dos hillbillies; irmão do Caolho e Saw-Tooth
- Danko Jordanov como dente de serra, o maior hillbilly; irmão de Três-Dedos e Caolho
- Asen Asenov como um olho, o filho do meio dos hillbillies
- Kicker Robinson como Doucette, um policial
- Talitha Luke-Eardley como Daria, a namorada de Nick
- Luke Cousins como Nick, o namorado de Daria
- Josie Kidd como Agnes, um turista
- Venetka Georgieva como excesso de peso Mulher

## Processo judicial
Em outubro de 2014, um processo judicial foi arquivado na Irlanda sobre o uso não autorizado da foto de uma mulher que desapareceu em County Wexford. O juiz recusou-se a emitir uma liminar, mas o caso voltou ao tribunal no início de novembro de 2014. Como resultado do processo, a distribuidora 20th Century Fox recolheu todos os DVD e Blu-ray lançados do filme com nenhum plano para reprimir ou re-lançar e também tirou todas as fontes de streaming on-line. O filme foi relançado em 2015, na cena em que está as fotos, ela aparece desfocada.